# Vélodrome de Saint-Quentin-en-Yvelines
De Vélodrome de Saint-Quentin-en-Yvelines, ook gekend als Vélodrome national, is een Franse velodroom in Montigny-le-Bretonneux, onderdeel van de nieuwe stedelijke agglomeratie Saint-Quentin-en-Yvelines in het departement Yvelines.
De overdekte wielerbaan met een 250 meter lange houten piste werd op 30 januari 2014 officieel ingehuldigd. De baan werd ontworpen door het gerenommeerde Duitse architectenbureau Schürmann. De breedte van de baan is 8 meter, wat iets breder is dan gebruikelijk en daarmee een wereldwijd unicum. Hij is gemaakt van Siberisch lariks.
Een eerste evenement op de baan vond plaats op 13 januari 2014, nog voor de officiële opening. Bordeaux-Parijs werd in juni 2014 eenmalig hernomen en de aankomstplaats was bij deze velodroom. De Franse nationale kampioenschappen wielrennen op de baan voor elite gingen in 2014 door van 2 tot 5 oktober in dit nieuwe stadion. Van 18 tot 22 februari 2015 volgden de wereldkampioenschappen baanwielrennen 2015 en van 19 tot 23 oktober 2016 de Europese kampioenschappen baanwielrennen 2016. Nadien vonden de wereldkampioenschappen baanwielrennen plaats in deze velodroom. Tevens was deze baan onderdeel van het baanwielren- en BMX-toernooi bij de Olympische Zomerspelen 2024.
In het gebouw is ook het hoofdkwartier en een trainingscentrum van de Fédération française de cyclisme, de Franse wielerbond, gevestigd. Bij het gebouw is ook een Olympische BMX-piste aangelegd, overdekt met een luifel en verlicht. Er zijn twee vertrekpunten, op 4 en 8 meter hoogte. Ook werden vier gebouwen toegevoegd die slaapaccommodatie bieden voor 480 studenten, 136 jonge actieven en onder meer 60 meer luxueuze hotelkamers.  Voor personeel en bezoekende sporters is er ook een restaurant op de site.